# ヴェルナー・マトレ
ヴェルナー・マトレ （Werner Mattle, 1949年11月6日- ）はスイスのオーベルリート出身の元アルペンスキー選手。
1972年にスイスのアデルボーデンで行われたアルペンスキー・ワールドカップ大回転で優勝した後、札幌オリンピックの大回転で銅メダルを獲得している。1971/72シーズンワールドカップランキング26位、1974/75シーズンワールドカップランキング33位。